# Mary Frank
Mary Frank é uma artista multifacetada anglo-americana conhecida por seu trabalho em pintura, escultura, cerâmica, gravura e fotografia. Sua obra explora temas profundos e emocionalmente carregados, como a natureza humana, o corpo feminino, o ciclo da vida e a relação entre seres humanos e a natureza. Nascida em Londres, Mary se mudou para os Estados Unidos em 1940 com sua mãe após a morte de seu pai, sobrevivendo aos traumas da Segunda Guerra Mundial. A experiência de deslocamento e perda influenciou a expressividade e os temas introspectivos que caracterizam sua obra.